# UU Голубя
UU Голубя (лат. UU Columbae) — новоподобная, двойная катаклизмическая переменная звезда, промежуточный поляр (XM) в созвездии Голубя на расстоянии (вычисленном из значения параллакса) приблизительно 9556 световых лет (около 2930 парсек) от Солнца. Звёздная величина в диапазоне B звезды — от +18,2m до +17,25m. Орбитальный период — около 0,1438 суток (3,45 часа).
Открыта проектом ROSAT в 1996 году***.

## Характеристики
Первый компонент — аккрецирующий белый карлик. Эффективная температура — около 18699 K.